# Pérovníci
Pérovníci (Pennatuloidea) jsou skupina osmičetných korálnatců. Tradičně byli pokládáni za samostatný řád Pennatulacea, taxonomická revize osmičetných z roku 2022 jim přisuzuje status nadčeledi Pennatuloidea v řádu Scleralcyonacea. Databáze World Register of Marine Species k červenci 2025 dělí pérovníky do celkem 16 čeledí.
Pro pérovníky je charakteristická tvorba plochých a pružných kolonií, které svým tvarem připomínají ptačí pero. Tvoří je osní polyp, jenž kolonii kotví k substrátu, společně s postranními větvičkami nesoucími dceřiné polypy. Polypi se v rámci kolonie specializují: takzvaní autozooidi mají chapadla a přijímají potravu, zatímco tzv. sifonozooidi jsou malí, bez chapadel a zajišťují proudění vody kolonií. Někteří pérovníci se však perům příliš nepodobají; např. renily (Renilla) vytvářejí zploštělý ledvinovitý útvar s polypy na jedné straně, rod Umbellula zase připomíná vysoký dětský větrník. Stolony některých zástupců mohou být i několikametrové. Mezi jednotlivými zástupci se liší počet polypů, u některých je nízký, jindy činí až 35 tisíc. Kolonie se může vztyčit nasátím vody; v osním polypu se však objevuje vnitřní vápenatá kostra.
Pérovníci vyrůstají zejména na měkkých substrátech, mohou se zde dokonce částečně pohybovat pomocí svalnaté stopky osního polypu. Většina druhů žije v Tichém oceánu, ve Středozemním moři se vzácně vyskytuje např. pérovník červený (Pennatula rubra). Pérovníci se krmí drobnými organismy, které lapají svými chapadly. Pohlavní rozmnožování zajišťují autozooidi, přičemž vývoj probíhá přes charakteristickou žahavčí larvu – planulu. Jedním z charakteristických rysů pérovníků je bioluminiscence.
Zajímavostí je, že jako pérovníci byly interpretovány i některé organismy náležící do špatně známé ediakarské fauny, zejména pak Charnia. Tato hypotéza však byla následně zpochybněna, mj. i na základě opačné polarity růstu obou organismů.